# 乳白石蒜
乳白石蒜又名白花石蒜（学名：Lycoris albiflora）是石蒜科石蒜属的植物。分布于日本以及中国大陆的江苏等地，常生于山坡，目前尚未由人工引种栽培。